# Rivmic Melodies
«Rivmic Melodies» es una suite del grupo inglés de rock psicodélico y progresivo Soft Machine. Fue compuesta por el bajista Hugh Hopper, con letras del cantante y baterista Robert Wyatt.

## Personal
- Mike Ratledge – teclados
- Hugh Hopper – bajo
- Robert Wyatt – batería y voz

Adicionales
- Brian Hopper - saxofón